# Fuerte William Henry

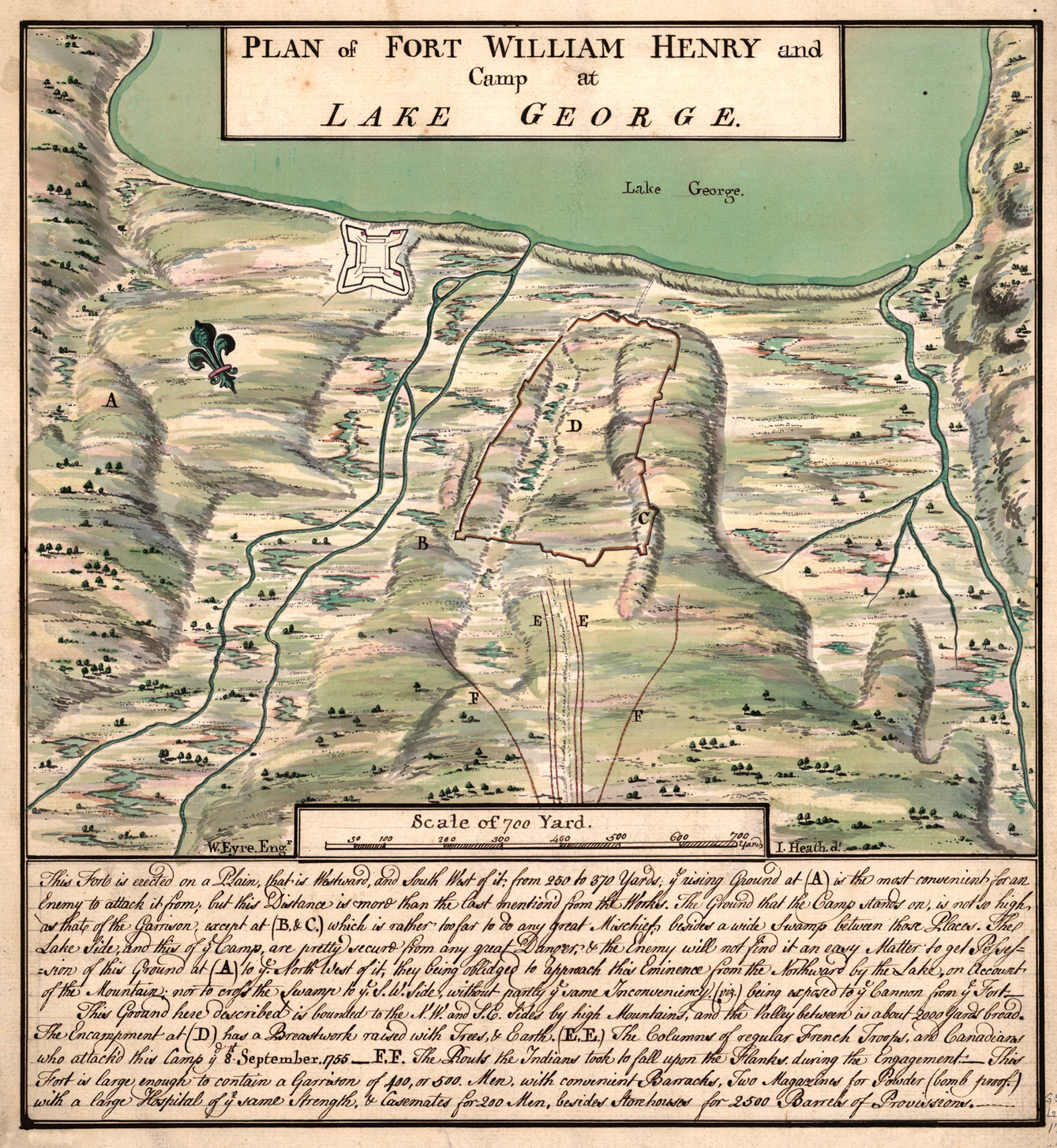
Ubicación de Fort William Henry en el extremo sur del lago George

Un plano de la fortaleza, publicado en 1765

El fuerte William Henry fue un fuerte británico en el extremo sur del Lake George en la provincia de Nueva York.  Es más bien conocido como el sitio de las notorias atrocidades cometidas por las tribus hurón contra las tropas británicas y provinciales que se rindieron tras un exitoso asedio francés en 1757, un hecho relatado en la novela de James Fenimore Cooper, El último mohicano, publicada por primera vez en enero de 1826.
La construcción de la fortaleza fue ordenada por Sir William Johnson en septiembre de 1755, durante la Guerra Francesa e India, como una plataforma para los ataques contra el fuerte francés de Crown Point llamado Fort St. Frédéric. Era parte de una cadena de fuertes británicos y franceses a lo largo de la importante vía navegable desde Nueva York a Montreal, y ocupó un lugar hacia adelante clave en la frontera entre Nueva York y Nueva Francia. Fue nombrado en honor al  Príncipe Guillermo, duque de Cumberland, el hijo menor de rey Jorge II, y el príncipe Guillermo Enrique, duque de Gloucester, nieto del rey Jorge II y hermano menor del futuro rey Jorge III.
Tras el asedio de 1757, los franceses destruyeron la fortaleza y se retiraron. Mientras otros fuertes se construyeron cerca en los últimos años, el sitio de Fort William Henry yacía abandonado. En el siglo XIX, era un destino para los turistas. En la década de 1950 revivió el interés por la historia del sitio, y se construyó una réplica de la fortaleza. Ahora funciona como un museo vivo y una atracción turística popular en el pueblo de Lake George.

## Construcción

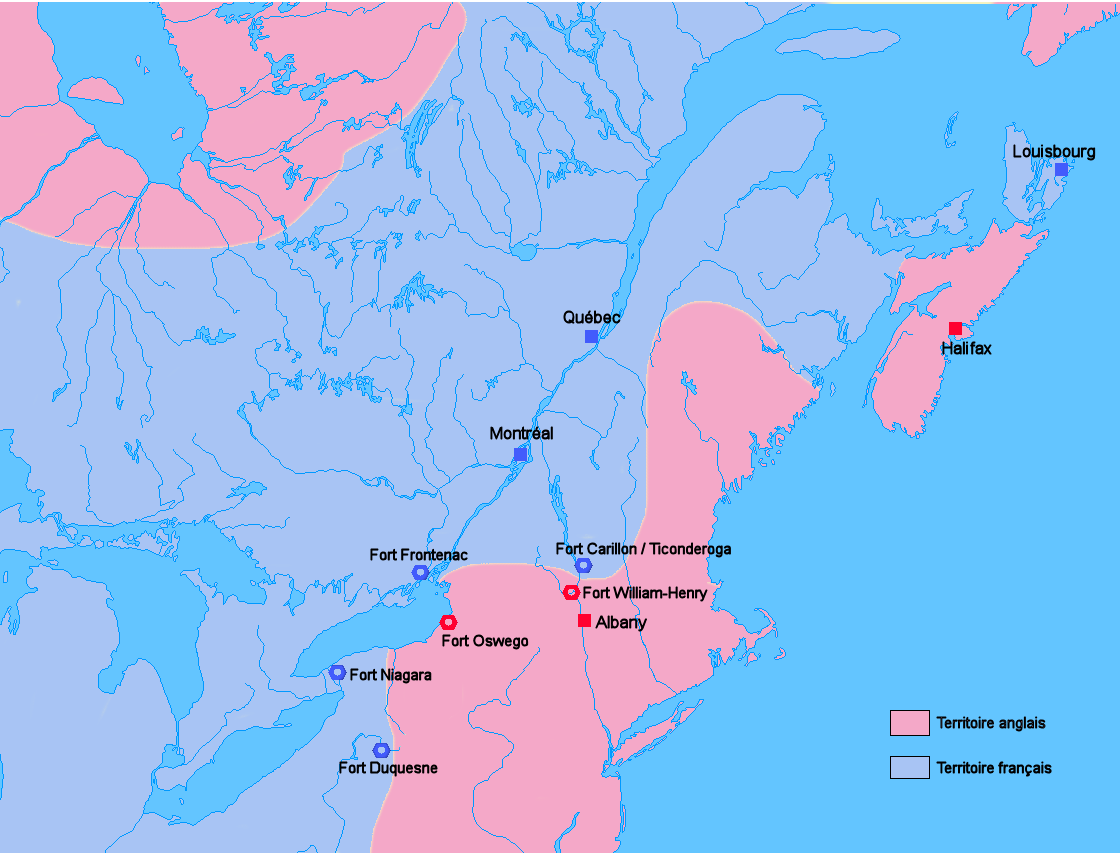
Mapa de las posiciones francesas e inglesas justo antes de la guerra de los Siete Años.

En 1755, sir William Johnson, supervisor británico indio del Noreste, estableció un campamento militar en el extremo sur de Lake George, con el objetivo de lanzar un ataque contra Fort St. Frédéric, un fuerte francés en Crown Point en el lago Champlain. El comandante francés, Barón Dieskau, decidieron lanzar un ataque preventivo contra la base de apoyo de Johnson en Fort Edward en el río Hudson. Sus movimientos precipitaron un tanto a la concluyente batalla de Lake George el 8 de septiembre de 1755, parte de la cual se libró en el suelo del campo de Lago George Johnson. Después de la batalla, Johnson decidió construir una fortificación cerca del lugar, mientras que los franceses comenzaron la construcción de Fort Carillon cerca del extremo norte del lago.
El diseño y construcción de la nueva fortificación fue supervisada por el ingeniero militar británico William Eyre del 44th Foot. Fort William Henry era una fortificación cuadrada irregular con bastiones en las esquinas, en un diseño que fue destinado para repeler ataques de los indios, pero no necesariamente para resistir el ataque de un enemigo armado con artillería. Sus murallas eran de 30 pies (9,1 m) de grosor, con vueltas de registro de alrededor de un relleno de tierra. Dentro de la fortaleza eran barracas de madera de dos pisos de altura, construidos en torno a la plaza de armas. Su  revista estaba en el bastión noreste, y su hospital se encuentra en el bastión sureste. La fortaleza fue rodeada en tres lados por unfoso seco, con el cuarto lado en pendiente hacia el lago. El único acceso a la fortaleza era por un puente sobre el foso. La fortaleza podría albergar entre 400 y 500 hombres; tropas adicionales estaban alojados en un campo atrincherado 750 yardas (685,8 m) southeast of the fort, near the site of the 1755 Battle of Lake George.

## Ocupación
La fortaleza estaba lista para su ocupación, si no totalmente completa, el 13 de noviembre de 1755. Eyre sirvió como su primer comandante, con una guarnición formada por compañías de su número 44, así como varias compañías de Rogers' Rangers.
En la primavera de 1757, el mando de la fortaleza fue puesto a disposición de George Monro, con una guarnición elaborada principalmente a partir de los 35th Foot y los 60th (Royal American) Foot. Para junio la guarnición se había incrementado hasta cerca de 1.600 hombres con la llegada de las compañías de milicias provinciales de  Connecticut y Nueva Jersey. Debido a que la fortaleza era demasiado pequeña para esta cantidad de soldados, muchos de ellos estaban estacionados en el antiguo campamento de Johnson al suroeste de la fortaleza. Cuando a finales de julio llegó la noticia de que los franceses se habían movilizado para atacar el fuerte, llegaron otros 1.000 regulares y milicianos, aumentando la fuerza de Monro a cerca de 2.300 soldados. El campamento de Johnson, donde muchos estaban acuartelados, fue rápidamente protegido por la excavación de zanjas. Las condiciones en tanto dentro de la fortaleza y el campamento no eran buenos, y muchos hombres estaban enfermos, incluyendo algunos con viruela.

## Batalla
Las fuerzas del general francés Louis-Joseph de Montcalm llegaron el 3 de agosto, y se establecieron los campos al sur y al oeste de la fortaleza. Después de las operaciones de bombardeo pesado y asedio que se acercaban progresivamente a los muros de la fortaleza, la guarnición se vio obligada a rendirse el 8 de agosto, cuando se hizo evidente que el general Daniel Webb, el comandante en Fort Edward, no envió ningún relevo. Las fuerzas francesas totalizaban unos 8.000 hombres, consistentes en 3.000 tropas regulares, 3.000 milicianos y casi 2.000 amerindios de diversas tribus.

## Masacre

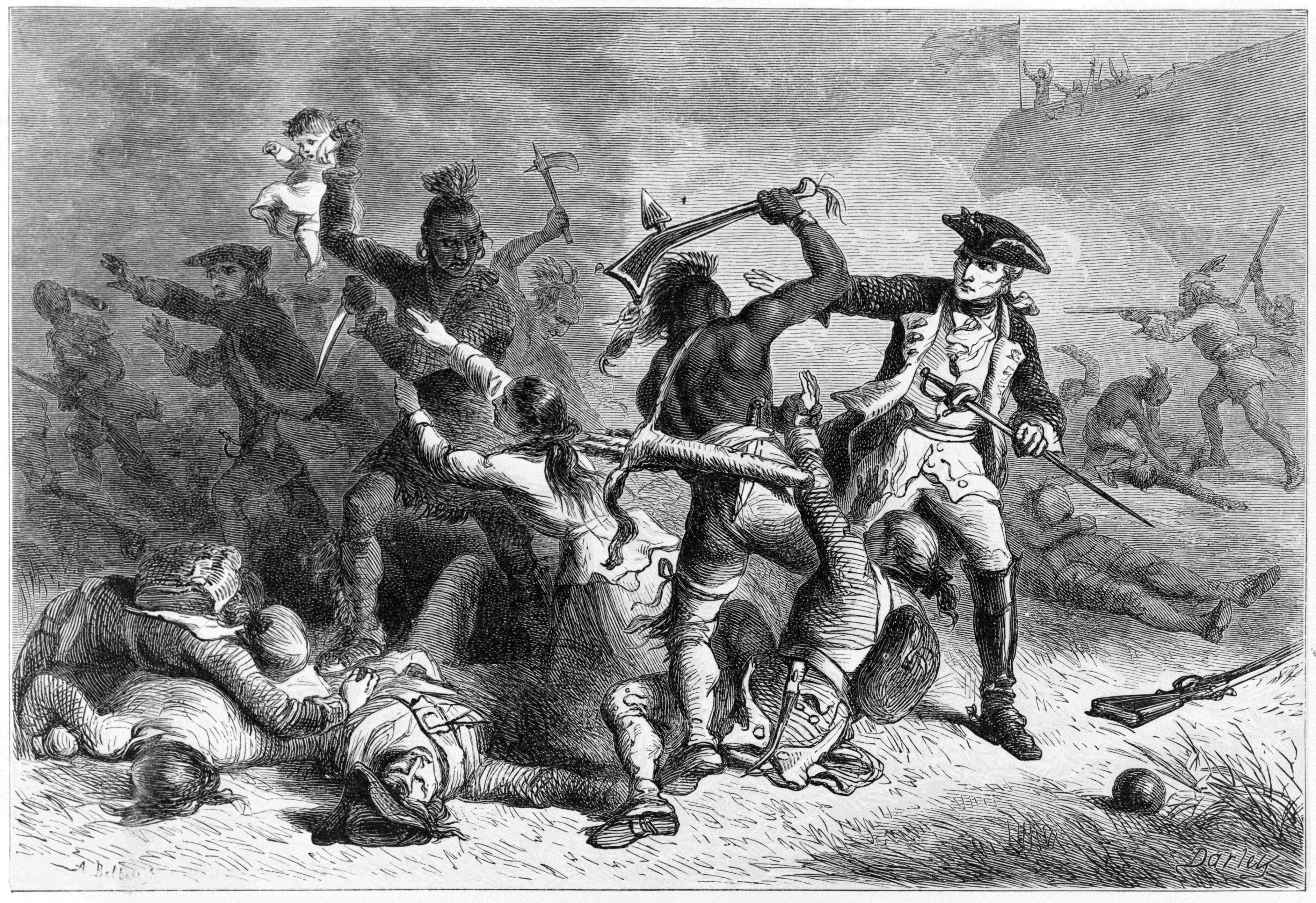
Montcalm tratando de detener los nativos americanos de atacar a los soldados británicos y civiles a medida que salen de Fort William Henry. Wood engraving, de Alfred Bobbett a partir de una pintura de Felix Octavius Carr Darley. Publicado entre 1870 y 1880.

Lo que pasó después se ha descrito en los tratamientos históricos y populares como matanza. Si bien las acciones horribles se llevaron a cabo, el número de personas muertas y heridas parece haber sido relativamente modesta; el historiador Ian Steele afirma que es poco probable que más de 200 personas (aproximadamente el 7,5% de la población capturada) murieron o resultaron heridos.
Los términos de la rendición fueron que los británicos y sus seguidores de campo se podían retirar, con escolta francesa a Fort Edward, con los honores de guerra, con la condición de que se abstengan de participar en la guerra durante 18 meses. Se les permitió mantener sus mosquete s, pero sin municiones, y un solo simbólico cañón. Además, las autoridades británicas debían liberar prisioneros franceses dentro de los tres meses.
Montcalm, antes de aceptar estos términos, trató de asegurarse de que sus aliados indios las entendían, y que los jefes se comprometerían a frenar sus hombres. A continuación, la guarnición británica fue evacuada de la fortaleza del campo atrincherado, mientras Monro fue acuartelado en el campo francés. Los indios entonces entraron en la fortaleza y saquearon, masacrando algunos de los heridos y enfermos que los británicos habían dejado atrás. Los guardias franceses se apostaron en todo el campo atrincherado fueron algo sin éxito en el mantenimiento de los indios de esa zona, y se tomaron esfuerzos significativos para prevenir el saqueo y la reventa en ese campo. Montcalm y Monro habían previsto inicialmente marchar con los prisioneros al sur de la mañana siguiente, pero después de ver la sed de sangre india, decidieron intentar la marcha durante la noche. Cuando los indios se dieron cuenta de que el campamento estaba a punto de moverse, un gran número de ellos se congregaron alrededor del campo, haciendo que los líderes desistieran de esa idea.
A la mañana siguiente, antes incluso de que la columna británica comenzara a formarse para marchar hacia Fort Edward, los indios reanudaron los ataques contra la indefensa fortaleza británica. A las 5 de la mañana, los indios entraron en cabañas en la caja fuerte de heridos británico que se suponía iban a estar bajo el cuidado de médicos franceses, y mataron y les arrancaron el cuero cabelludo. Monro se quejó de que los términos de la capitulación habían sido violados, en esencia, ya, pero su contingente se vio obligado a renunciar a una parte de su equipaje con el fin de incluso ser capaz de iniciar la marcha. Mientras marchaban fuera, fueron acosados por los indios que pululaban, que le arrebató a ellos, agarrando para armas y prendas de vestir, y separándose a la fuerza de los que se resistieron a sus acciones, incluyendo muchas de las mujeres, niños y criados negros. Cuando el último de los hombres abandonó el campamento, un sonido grito de guerra, y los guerreros se incautaron de un número de hombres en la parte posterior de la columna.
Mientras Montcalm y otros oficiales franceses trataron de detener estos ataques, otros no, y se negaron explícitamente una mayor protección a los británicos. En este punto, la columna se disolvió, ya que algunos prisioneros trataron de escapar del ataque de la India, mientras que otros intentaron activamente para defenderse. El coronel de Massachusetts Joseph Frye informó de que fue despojado de gran parte de su ropa y amenazado repetidas veces. Huyó hacia el bosque, y no llegó a Fort Edward hasta el 12 de agosto, tres días más tarde.

Las atrocidades descritas en las escritos de la matanza incluyen el asesinato y arrancar el cuero cabelludo de los individuos enfermos y heridos, y la excavación de tumbas para tomar trofeos adicionales de aquellos que murieron a causa de heridas o enfermedades durante el sitio. Como resultado, muchos indígenas que participaron en la acción pueden haber contraído la viruela, que llevaron de vuelta a sus comunidades. Nester makes no such claim in his book. Neither does Steele.
Después de la batalla, los franceses destruyeron sistemáticamente la fortaleza antes de regresar a Fort Carillon.

## Reconstrucción
Después de que los franceses ganaran la batalla, los franceses destruyeron el fuerte. Estuvo abandonado durante 200 años. La reconstrucción de una réplica del fuerte tuvo lugar en la década de 1950.
En 1992 una réplica de Fort William Henry fue construido en Lago James (un gran embalse en las montañas de Carolina del Norte occidental que se extiende a la frontera entre los condados de Burke y McDowell) para servir como sitio para la filmación de El último de los mohicanos, protagonizada por Daniel Day-Lewis.